# Milktub 15th ANNIVERSARY BEST ALBUM BPM200 ROCK'N'ROLL SHOW
『milktub 15th ANNIVERSARY BEST ALBUM BPM200 ROCK'N'ROLL SHOW』（みるくたぶ - あにばーさりーべすとあるばむ - ろっくんろーるしょー）は、milktubの2枚組ベストアルバム。2008年3月26日にLantisより発売。

## 概要
milktubの結成15周年を記念するベストアルバムであり、過去に作成した曲をミュージシャン・メーカー拘りなく収録されている。外部の人物（後述）に歌・作詞・作曲・編曲を依頼をした曲なども収録されており、コンピレーション・アルバム的な物ともなっている。
上記の通りさまざまな曲が収録されており、すでに存在しないメーカーが版権を所有しているものもあったため、「苦肉の策」として極少量のアレンジを加え、『"-2008mix-"』とタイトルに追加し収録した。
他ジャンルとのコラボレーションを実現しており、『らき☆すた』の登場キャラクターによるジャケットのイラストおよび彼女らによる歌が収録されている。
タイトルの一部（BPM200）どおり、ビートの速い曲が多く収録されており、彼らのバンドとしてのスタイルが前面に出されている。
オリコンデイリーチャート30位、ウィークリーチャート46位を獲得し、現在も売れ続けて1万超のセールスを記録している。

## スタッフ
- 収録歌手：

milktub、泉こなた（平野綾）、柊かがみ（加藤英美里）、柊つかさ（福原香織）、高良みゆき（遠藤綾）、佐藤ひろ美、いとうかなこ、YURIA、橋本みゆき、NANA、井上みゆ、UR@N、後藤邑子、yozuca*
- 声優：茅原実里
- 楽曲提供

作詞：milktub、畑亜貴、桑島由一、橋本みゆき
作曲：milktub、宮崎京一、nishi-ken
編曲：milktub、ms-jacky、河辺健宏、上松範康、藤田淳平、藤間仁、飯塚昌明、八七
- 参加アーティスト

Guitar:宮崎京一、鈴木マサキ
Bass:染川裕紀
Drum:斎藤たかし
Keyboad:ms-jacky
- プロデューサー：斎藤滋（ランティス）
- 原画：コシイシタカシ（OVERDRIVE）、堀口悠紀子、下浦亜弓、藤丸（OVERDRIVE）
- プロモーター：松村起代子、鈴木めぐみ、岩下由希恵、杉谷直美、山崎彩、濱田邦子、臼倉竜太郎（全てランティス）
- エグゼクティブスーパーバイザー：伊藤善之（ランティス）
- エグゼクティブプロデューサー：井上俊次（ランティス）

## 収録曲

### Disc 1 -Feat milktub Disc-
1. 男子ムリムリ大改造 (3:23)
作詞／畑亜貴　作曲／milktub　編曲／ms-jacky　歌／泉こなた、柊かがみ、柊つかさ、高良みゆき
  - 『らき☆すた』のアニメ版に登場するキャラクターがボーカルを務めるコラボレーション企画。Aメロ部分が劇中の音楽を彷彿させる構成。
2. Guri Guri (4:03)
作詞・作曲／milktub　編曲／河辺健宏　歌／佐藤ひろ美
  - TVアニメ『グリーングリーン』主題歌
3. Roulette -GONNA BE SOMEBODY- (3:43)
作詞・作曲／milktub　編曲／上松範康　歌／いとうかなこ
  - アダルトゲーム『Gonna Be??』主題歌
4. K.I.S.S (4:31)
作詞・作曲／milktub　編曲／藤田淳平　歌／YURIA
  - アダルトゲーム『Kissing!! 〜under the mistletoe〜』主題歌
5. 1224 (4:19)
作詞・作曲／milktub　編曲／藤田淳平　歌／橋本みゆき
  - アダルトゲーム『Kissing!! 〜under the mistletoe〜』エンディング曲
6. キャラメル -2008mix- (5:05)
作詞／桑島由一　作曲／milktub　編曲／ms-jacky　歌／NANA
  - アダルトゲーム『グリーングリーン』のボーカルアルバム『鐘ノ音ラバー』収録曲のアレンジ。元曲の編曲は上松範康。
7. MO!NO! (3:28)
作詞・作曲／milktub　編曲／ms-jacky　歌／井上みゆ
  - アダルトゲーム『モノごころ、モノむすめ。』主題歌
8. スクールバス (3:47)
作詞／桑島由一　作曲／milktub　編曲／八七　歌／UR@N
  - 家庭用ゲーム『グリーングリーン』挿入歌
9. 熱々ベイベー (3:30)
作詞／畑亜貴　作曲／milktub　編曲／ms-jacky　歌／後藤邑子
  - 後藤邑子のアルバム『GO TO SONG』収録曲
10. 素敵な夜空 (4:13)
作詞・作曲／milktub　編曲／飯塚昌明　歌／YURIA
  - 家庭用ゲーム『グリーングリーン』挿入歌
11. グリーングリーン (3:42)
作詞／桑島由一　作曲／milktub　編曲／河辺健宏　歌／NANA
  - アダルトゲーム『グリーングリーン』主題歌
12. Like a Green (3:39)
作詞／桑島由一　作曲／milktub　編曲／ms-jacky　歌／UR@N
  - アダルトゲーム『グリーングリーン2 恋のスペシャルサマー』主題歌
13. ハローグッバイ (3:56)
作詞／桑島由一　作曲／milktub　編曲／ms-jacky　歌／佐藤ひろ美
  - アダルトゲーム『グリーングリーン3 ハローグッバイ』主題歌
14. グラスホッパー (4:17)
作詞／桑島由一　作曲／milktub　編曲／ms-jacky　歌／UR@N
  - アダルトゲーム『鐘ノ音ダイナティック』主題歌
  - 記載はないがゲームOPや『グリーングリーン リミックス＆トリビュートソング コレクション』に収録されているのとはアレンジが異なる
15. Ashberry (4:10)
作詞／桑島由一　作曲／milktub　編曲／ms-jacky　歌／NANA
  - アダルトゲーム『エーデルワイス』主題歌

### Disc 2 -milktub Disc-
1. Fu-kin Hi-kin 2008 (3:49)
作詞・作曲・歌／milktub　編曲／ms-jacky
  - アルバムオリジナルの新曲
2. Cold August (3:12)
作詞・作曲・歌／milktub　編曲／上松範康
  - アダルトゲーム『Gonna Be??』挿入歌
3. Ever Green (3:44)
作詞／桑島由一　作曲・歌／milktub　編曲／ms-jacky
  - アルバム『Ever Green』収録曲
4. Rock'n'Roll Travel (3:48)
作詞・歌／milktub　作曲／宮崎京一　編曲／ms-jacky
  - アルバム『Rock'n'RollTravel』収録曲
5. サンセット・サンライズ (2:53)
作詞・作曲・編曲・歌／milktub
  - アダルトゲーム『エーデルワイス』ボーカルアルバム『サンセット･サンライズ』収録曲
6. ドンマイベイベー -2008mix- (3:32)
作詞・作曲・歌／milktub　編曲／ms-jacky
  - アダルトゲーム『グリーングリーン』ボーカルアルバム『鐘ノ音ラバー』収録曲のアレンジ。元曲の編曲は上松範康。
7. ワールドイズマイン -2008mix- (3:43)
作詞・作曲・歌／milktub　編曲／ms-jacky
  - アダルトゲーム『グリーングリーン』ボーカルアルバム『鐘ノ音ラバー』収録曲のアレンジ。元曲の編曲は上松範康。
8. Ring Dong! (3:04)
作詞・作曲／milktub　編曲／ms-jacky　歌／YURIA＆milktub 鐘ノ音ファイナル合唱団
  - アダルトゲーム『鐘ノ音ダイナティック』エンディング曲
9. O.H.B.I -d2b音速応援SP- (2:17)
作詞・作曲／欧美学園　編曲／ms-jacky　歌／milktub
  - アダルトゲーム『キラ☆キラ』に登場する『第二文芸部』が歌う曲のカバー
10. LOST CHILD (4:17)
作詞／橋本みゆき　作曲・編曲／nishi-ken　歌／milktub
  - アルバムオリジナルの新曲
11. ガラスの鏡 -顔冒険2008mix- (6:58)
作詞／桑島由一　作曲／milktub　編曲／ms-jacky　歌／佐藤ひろ美
  - アダルトゲーム『グリーングリーン』ボーカルアルバム『鐘ノ音ラバー』収録曲のアレンジ。元曲の編曲は藤間仁。
12. 顔ロード -第6章- (8:14)
作詞・作曲／milktub　編曲／ms-jacky　歌／佐藤ひろ美
  - アダルトゲーム『エーデルワイス』ボーカルアルバム『サンセット･サンライズ』収録曲
13. ガッデーム&ジュテーム (3:52)
作詞／桑島由一　作曲／milktub　編曲／藤間仁　歌／yozuca*、佐藤ひろ美、YURIA
  - アダルトゲーム『ガッデーム&ジュテーム』主題歌
14. 鐘ノ音ヘブン (3:19)
作詞・作曲・歌／milktub　編曲／飯塚昌明
  - 家庭用ゲーム『グリーングリーン』エンディング曲
15. Happy Go!! (3:11)
作詞・作曲・歌／milktub　編曲／ms-jacky
  - アダルトゲーム『エーデルワイス』挿入歌